# Howard Somervell
Theodore Howard Somervell (Kendal, 16 aprile 1890 – Ambleside, 23 gennaio 1975) è stato un alpinista, chirurgo, pittore e missionario inglese.
Partecipò alla spedizione britannica all'Everest del 1922 e del 1924, spendendo poi i successivi 40 anni lavorando come medico in India. Nel 1924 ricevette la medaglia d'oro olimpica da Pierre de Coubertin per i risultati ottenuti in campo alpinistico.

## Biografia
Somervell nacque a Kendal, nel Westmorland, in Inghilterra da una famiglia benestante che possedeva un'azienda di produzione di scarpe fondata da due fratelli Somervell a Kendal nel 1845, che esiste ancora oggi con il nome K Shoes. Frequentò la Rugby School, e all'età di diciotto anni entrò a far parte del Fell and Rock Climbing Club, facendo nascere l'interesse per l'arrampicata, l'arte e l'alpinismo che sarebbe durata tutta la vita. Dopo aver completato la scuola, studiò al Gonville and Caius College di Cambridge, dove sviluppò una forte fede cristiana laureandosi con lode in scienze naturali.Iniziò quindila formazione come chirurgo presso lo University College Hospital; alla fine si laureò nel 1921 dopo che aver interrotto gli studi a causa della prima guerra mondiale.  Sposò Margaret Hope Simpson (1899–1993), figlia di Sir James Hope Simpson, direttore generale della Banca di Liverpool. Con Margaret ha avuto tre figli, James, David e Hugh.

## Prima guerra mondiale
Tra il 1915 e il 1918 Somervell prestò servizio in Francia con il Royal Army Medical Corps. Divenne tenente presso la West Lancashire Casualty Clearing Station il 17 maggio 1915, essendo stato in precedenza membro del Corpo di addestramento degli ufficiali dell'Università di Londra. Fu menzionato nei dispacci,  ma gli orrori della guerra ebbero un profondo effetto su di lui. Durante la battaglia della Somme nel 1916 era uno dei quattro chirurghi che lavoravano in una tenda, mentre centinaia di feriti giacevano morenti sulle barelle all'esterno. Durante brevi pause dall'intervento, parlò con alcuni degli uomini morenti notando come nessuno chiedesse di essere curato prima degli altri. L'esperienza trasformò Somervell in un pacifista, una convinzione che mantenne per il resto della vita. Abbandonò il suo incarico nel 1921, mentre ricopriva il ruolo di capitano.

## Prima spedizione sull'Everest
Nel 1922 Somervell si era dimostrato un abile scalatore nel Lake District e nelle Alpi, dove arrampicò in particolare con Bentley Beetham, alpinista, fotografo e ornitologo di Darlington. Somervell fu invitato a unirsi alla spedizione britannica dell'Everest del 1922. Durante la spedizione, strinse una forte amicizia con George Mallory, la notte in tenda ognuno leggeva Shakespeare all'altro. Il 18 maggio, Somervell, Mallory e altri due alpinisti e diversi portatori Sherpa si erano accampati sul Colle Nord, a 7020 metri il punto più alto in cui qualsiasi essere umano fosse mai arrivato,, e si prepararono a fare il primo tentativo in assoluto per la vetta dell'Everest lungo la Cresta Nord. e poi la cresta nord-est. Il loro piano era quello di stabilire un ulteriore accampamento a circa 8000 metri, ma la scarsità di ossigeno rese impossibile scalare alla velocità che avevano prefissato, e furono costretti a mandare giù gli sherpa e ad accamparsi su un'angusta sporgenza a circa 7600 metri. Il giorno seguente, esausti e congelati, raggiunsero quota 8170 metri prima di voltarsi, rendendosi conto di non avere alcuna speranza di raggiungere la vetta prima che facesse buio. Avevano stabilito un record mondiale di altitudine, ma la grandezza dell'Everest era tale che non avevano nemmeno raggiunto l'intersezione con la cresta nord-est.
Nei giorni successivi un secondo gruppo di alpinisti, Geoffrey Bruce e George Finch, utilizzando l'ossigeno, effettuarono un secondo tentativo infruttuoso per raggiungere la vetta. Con gli alpinisti indeboliti tornati al campo base (solo Somervell fu ritenuto idoneo a continuare dal medico della spedizione), e il tempo in peggioramento con l'imminente arrivo del monsone, Somervell e Mallory sostennero che la squadra avrebbe dovuto fare un terzo tentativo, mentre Charles Bruce, il capo spedizione, era contrario. Il 7 giugno, Somervell fece parte di un gruppo di tre alpinisti britannici alla guida di quattordici sherpa sulla neve fresca alta fino alla cintola sotto il Colle Nord. Il gruppo fu investito da una valanga, che uccise sette sherpa. Somervell rimase scioccato e si sentì molto in colpa per il fatto che fossero stati gli sherpa a pagare il prezzo per la scarsa capacità di giudizio degli alpinisti britannici, scrivendo

## Viaggi in India
Terminata la spedizione, Somervell partì alla volta dell'India, viaggiando dall'estremo nord fino a Capo Comorin. Rimase sconvolto dalla povertà presente, e in particolare dalle scarse strutture mediche. Nell'ospedale principale della missione medica di South Travancore a Neyyoor trovò un solo chirurgo che lottava per far fronte a una lunga fila di pazienti in attesa e si offrì immediatamente di assisterlo. Al suo ritorno in Gran Bretagna, abbandonò la sua promettente carriera medica e annunciò la sua intenzione di lavorare in India in modo permanente dopo il nuovo tentativo di raggiungere la vetta dell'Everest. La maggior parte dei famosi dipinti venduti oggi provengono dai suoi viaggi in varie parti dell'India. Anche se trascorse la maggior parte del tempo in Kerala, dove rimangono ancora oggi molti luoghi che portano il suo nome.

## Seconda spedizione sull'Everest
Somervell tornò sull'Everest con la spedizione del 1924. Per tutta la spedizione è fu perseguitato da mal di gola, tosse secca e occasionali difficoltà respiratorie, ma rimase uno dei membri più forti della squadra. Il primo tentativo in vetta fu interrotto a causa del maltempo e durante la ritirata quattro portatori che si erano rifiutati di scendere dai pendii soggetti a valanghe sotto il Colle Nord rimasero seduti su una sporgenza per tutta la notte. Somervell guidò l'operazione di soccorso la mattina successiva, intraprendendo una delicata traversata del pendio soggetto a valanga per raggiungere i quattro uomini.
Una volta riorganizzata la squadra e ristabiliti i campi avanzati, Somervell tentò la vetta con Edward Norton. Partendo dal Campo VI alle 6:40 del mattino del 4 giugno, compirono una traversata della parete nord sotto la cresta nord-est, aggirando così l'ormai famigerato Second Step. Somervell, tormentato da attacchi di tosse, decise a mezzogiorno che non poteva andare oltre. Norton continuò da solo per un breve tratto prima di ritenere che le condizioni della neve fossero troppo pericolose per uno scalatore solitario e senza corde. Avevano raggiunto quota 8570 metri; un record che non sarebbe stato battuto, con certezza, fino al 1952.
Durante la discesa, i problemi alla gola che avevano afflitto Somervell raggiunsero il culmine, e si ritrovò a lottare per la sua vita quando un po' di pelle si staccò e lo fece soffocare. Incapace di parlare o attirare l'attenzione di Norton, si sedette sulla neve per morire. In seguito scrisse di quello che accadde dopo:
L'ostruzione era l'intera membrana mucosa che rivestiva la gola di Somervell, che si era gravemente congelata a causa dell'aria fredda.

## Carriera medica
Somervell lavorò come chirurgo presso il London Missionary Society Boys Brigade Hospital (ora noto come LMS Boys Brigade Hospital) a Kundara tra il 1923 e il 1949. C'era una sala operatoria separata per lui in quell'ospedale, al quale aveva donato in precedenza 1.000 sterline Nel 1940 pubblicò un libro delle sue esperienze intitolato "Knife and Life in India".
Somervell divenne professore associato di chirurgia presso il Vellore Christian Medical College nel 1949, incarico che avrebbe ricoperto fino al suo pensionamento nel 1961. Venne nominato Ufficiale dell'Ordine dell'Impero Britannico (OBE) al New Year Honours del 1953. Raggiunto il pensionamento nel 1961 tornò in Inghilterra e fu Presidente del Alpine Club per tre anni.

## Artista
Somervell dipinse molte centinaia se non migliaia di dipinti ed è stato descritto come un disegnatore e pittore compulsivo. L'Himalyan Club ha identificato circa 600 titoli, di cui almeno 200 erano rappresentazioni dell'Himalaya o del Tibet. 126 di questi si riferiscono alle spedizioni del 1922 e del 1924, molte delle quali furono esposte alla Royal Geographical Society nell'aprile 1925 e alla Redfern Gallery di Londra nel 1926. Espose quasi annualmente alle mostre della Lake Artists Society (LAS) nel Lake District inglese dopo il suo ritorno in Inghilterra.
L'Alpine Club di Londra possiede trenta dipinti di Somervell
I suoi dipinti dell'Himalaya e del Westmorland furono esposti alla Abbot Hall Gallery nell'aprile 1979.

## Morte e commemorazione
Somervell morì ad Ambleside nel 1975. Un ospedale universitario a Karakonam, a sud di Trivandrum - il Dr. Somervell Memorial CSI Medical College Hospital - è chiamato così in suo onore.
Una raccolta della sua attrezzatura da alpinismo e altri effetti, tra cui la sua medaglia d'oro alle Olimpiadi invernali del 1924, i suoi album da disegno e dipinti, ora in possesso di suo nipote, è stata mostrata in un episodio del programma televisivo della BBC Antiques Roadshow nell'aprile 2022.

## Premi e riconoscimenti
Nel 1924 fu uno dei ventuno destinatari di una medaglia d'oro assegnata all'VIII Olimpiade invernale di Chamonix per i risultati ottenuti nell'alpinismo. Pierre de Coubertin, fondatore delle Olimpiadi moderne, ammirava l'etica dietro l'alpinismo e decise di premiare i risultati eccezionali con una medaglia olimpica
Il lavoro di Somervell come medico in India fu ufficialmente riconosciuto nel 1939 New Year Honours, quando gli fu assegnata una medaglia Kaisar-I-Hind, prima classe.